# 기병 전술
기병전술(騎兵戰術, cavalry tactics)은 말의 키를 이용한 높은 위치, 기동력, 충격력 등 기병의 장점을 이용하여 적 진영을 돌파하고 와해 또는 포위하는 전술이다. 고대 알렉산드로스 대왕의 ‘망치와 모루’ 전술이 고대의 대표적인 기병전술이며, 기병전술은 사용하는 환경에 맞춰 무기나 운용, 탈것의 변화를 주며 발전해왔다. 인도나 동남아시아 지역에서는 코끼리를 사용한 상기병(象騎兵)을 운용했고 중동에서는 낙타기병을 운용하기도 하였다. 현대전에서는 탈것의 발전으로 기갑(機甲) 병과가 과거 기병의 역할을 수행하고 있다. 고대 전투에서 기병의 등장은 현대전에서 탱크의 등장에 비견될 만큼 충격적이었다. 기병은 빠른 기동력을 바탕으로 적군의 측방과 후방을 교란하고, 무엇보다도 필요시에 적진을 향해 돌격작전(horse charge)을 감행하여 대형을 와해시키고 돌파구를 형성, 적군의 전력을 분산시켰다. 그러면 아군 보병대가 전술적으로 수적 우위를 점하면서 적군을 각개 격파하여 전투를 승리로 이끌었다. 기병전술은 19세기부터 화약무기의 발전으로 점점 쇠퇴의 길을 걸었다. 화약무기가 등장한 것은 14-15세기지만 당시 전장식(前裝式, muzzle-loading) 소총으로는 기병의 돌격력을 저지하기 역부족이었다. 하지만, 19세기 후반에 이르면서 후장식(後裝式, breech-loading) 소총이 발명되고 기관총 및 대포의 위력이 크게 향상되면서 기병은 효용성을 상당부분 상실하였다.

## 승마와 기병술
최초에는 말을 타고 무기를 사용하는 것이 효과적이라고 보지 않았으며, 대신 말을 이동수단으로 활용했다. "Mounted Infantry"는 전투지역으로 이동할 때는 말을 타고 이동하다가 전투에 도착하면 내려서 싸웠다. 오랜 기간 동안 기병에서는 기수와 전차병이 함께 전투를 치렀다. 초기 길들여진 말들은 나중의 역사에서 나타난 전쟁마에 비해 작고 짧다. 미숙달된 기병 전술과 훈련되지 않은 말의 신경질적인 성격과 결합되어, 말을 타고 싸우는 것은 처음에는 효과적이지 않았다. 기록에 남아있는 첫 번째 기병은 기원전 9세기에 아쉬리아 기록에 등장한 이란 지역의 기병 궁사들이다. 몽골 군대는 안전한 거리에서 적에게 화살을 쏟아붓기 위해 부랴트 활을 사용했다. 말을 타고 활을 쏘는 것은 흔들리는 전차보다 목표를 정확하게 맞히기 쉬웠는데, 말의 발이 모두 공중에 떠 있는 동안이 가장 적합한 사격 시간임이 발견하였다.
투창은 많은 기병에서 강력한 원거리 무기로 사용되었다. 크기와 무게에 따라 최대 열 개의 투창이 휴대되었다. 던져진 투창은 화살보다 사거리가 짧지만, 종종 강력한 방어 관통 능력으로 인해 우세했으며, 보통 화살보다 치명적인 상처를 더 자주 입혔다. 경기병과 중기병 양쪽에서 사용이 보고되었는데, 예를 들어, 누미디아와 몽골의 경기병, 켈트, 카타프랙트, 그리고 맘룩의 중기병이 있다. 로마의 기병은 켈트의 기마병 훈련을 본떠 도약 투창을 던지는 기술을 익혔다. 켈트로부터 배운 중요한 기술 중 하나는 투창을 던지기 위해 말을 돌리는 것으로, 이는 활과 화살을 사용한 파르티아 사격과 유사하다.
등자와 박차(拍車)을 사용함으로써 기수들은 말레이 및 기동력을 요구하는 전투 및 연습에서 신속하고 안전하게 행동할 수 있었지만, 그 사용에 대해 의문이 제기되었다. 고대 충격기병은 그들 없이도 만족스럽게 수행되었다. 현대의 역사 재현자들은 발판이나 안장이 창을 효과적으로 사용하는 데 꼭 필요하지 않다는 것을 보여주었으며, 이는 이전에 일반적으로 받아들여진 신념을 반박했다. 기승자의 자유로운 움직임은 경량기병이 모든 방향으로 사격하고 싸우기 위해 매우 소중히 여겨졌으며, 동시대인들은 등자와 박차가 이 목적을 위해 제한적이라고 여겼다. 안달루시아 경량 기병은 12세기까지는 그들을 사용하지 않았으며, 토텐 의기소들도 레그니카 전투(1241년)에서 사용하지 않았다. 종합무기 사용과 기병군의 효율성의 한 예시는 중세 몽골 군대이다. 그들에게 기병의 활쏘기에 있어 중요한 것은 활을 쏘는 동안 기병이 발판 위에 서 있을 수 있도록 발판을 사용한 것이었다. 이 새로운 자세는 적보다 크고 강력한 기병용 활을 사용할 수 있게 했다.

## 경기병의 궁병술
궁기병 군대는 적군에게서 멀리 떨어져서 화살을 발사하면서 근접 전투에 참여하지 않아도 되었다. 효과적인 장거리 무기가 없는 느린 적들은 종종 그들에게 대항할 수 있는 기회가 없었다. 이런 식으로 파르티아 제국의 기병은 크라수스(기원전 53년)의 군대를 카라에 전투에서 파괴하는 데 성공했다. 9세기와 10세기 동안 중·서유럽을 공격한 매기아 기병 궁사들은 서프랑시아와 동프랑시아에서 공포를 퍼뜨렸다.
"집단 사격(shower shooting)"라고 알려진 상당히 인기 있는 전술이 있었다. 사사니드 페르시아와 맘룩이 이 아이디어의 주요 옹호자였지만, 인도의 이슬람 기병도 전투에서 이를 사용했던 것으로 알려져 있다. 이는 갑옷을 입은 기병(일반적으로 갑옷을 입은 말에 탄)이 질서 정연한 형태로 정적인 위치에 서 있거나 진형을 이루면서 최대한 빠르게 화살을 쏘는 것을 의미한다. 이는 큰 화살 구름이 그들 위로 내리 쏟아지는 광경에 쉽게 겁먹을 수 있는 불안정한 적에게 매우 효과적이었다. 그러나, 좋은 갑옷과 훈련된 규율을 갖춘 적은 종종 화살 비에 잘 대응했다. 이에 관한 한 사례는 프로코피우스가 벨리사리우스의 사사니드와의 전쟁에 대한 기록에서 제시한 것으로, 그는 비잔티움 기병이 페르시아 기병과 대규모의 활 격돌을 벌였다고 언급한다. 페르시아인들은 훨씬 더 자주 화살을 쏘았지만, 그들의 활은 훨씬 약해서 강력한 로마 활과 비교했을 때 그다지 피해를 주지 못했다.
기병 궁사들의 큰 약점은 현대의 중기병과 비교했을 때 가벼운 장비와 넓은 공간이 필요하다는 것이었다. 만약 그들이 강력한 갑옷을 입은 적과의 근접 전투에서 싸워야 했다면, 그들은 일반적으로 패배했다. 게다가 그들은 공성전에 참여하기에는 적합하지 않았다. 예를 들어 몽골은 전투에서는 승리를 거두었지만 처음에는 강화된 중국 도시를 점령하지 못했으며, 결국 이슬람 공성 엔지니어를 포획하고 그들의 능력을 이용할 때까지는 공격에 성공하지 못했다. 몽골은 이후에 1280년에 헝가리를 되찾지 못했는데, 헝가리 군대가 서유럽 무거운 기병과 성을 건설하는 데 더 중점을 두게 되면서 몽골군은 패배했다. 좋은 기병 군대는 많은 훈련과 매우 뛰어난 말이 필요했다. 헝가리인과 몽골인과 같은 고전 기병 형태에 참여한 많은 민족들은 사실상 말 위에서 살았다.

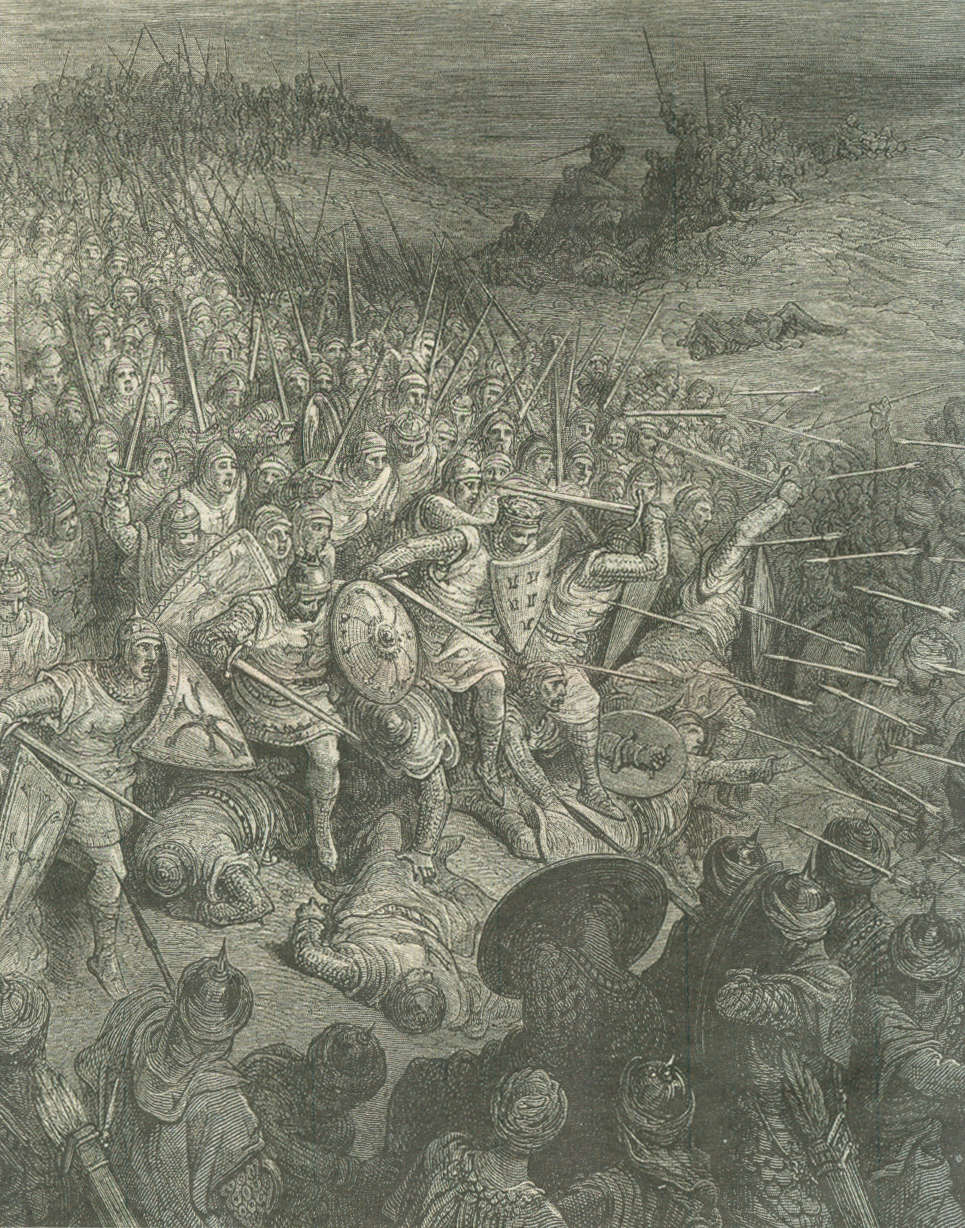
도릴라이움 전투.(1097). 궁병이 포위, 섬멸되는 모습

제 1차 십자군에서 벌어진 도릴라에움 전투(1097년)는 기병 궁사들의 장단점을 보여주는데, 셀주크 군주 킬리지 아르슬란 1세의 기병 군단은 십자군 군대를 에워싸서 멀리서 화살을 쏘았다. 갑자기 갓프리 오브 불리옹 지휘하의 지원군이 도착하여 셀주크 군주들도 포위당했다. 그들은 더 이상 도망칠 수 없었고 근접 전투에서 전멸하였다. 도릴라에움에서의 셀주크의 패배는 심대해서 그 후로 십자군은 아나톨리아를 거의 거치지 않고 횡단했다.

## 중기병의 기창술
중세 유럽 기사들은 여러 다양한 방식으로 공격했으며, 가능한 경우 충격전술을 사용했지만 항상 몇 명의 기사가 함께 형성된 형태로 행동했고 개별적으로 행동하지 않았다. 방어 및 근접 전투를 위해 기병이 서로 가능한 한 가까이 라인을 이루도록 배치되었다. 이는 적이 돌진하는 것을 방지했고 개별적으로 둘러싸이는 것도 막았다. 가장 파괴적인 돌진 방법은 비교적 느슨한 형태로 빠르게 공격하는 것이었다. 이 공격은 종종 활자나 석궁수들의 동시 또는 직전에 범위 공격으로부터 보호되었다. 공격은 약 350m(1,150ft) 정도의 거리에서 시작되어 현대 장거리 무기의 효과적인 거리를 15~20초 동안 지나갔다. 가장 중요한 요소 중 하나이자 쉽게 습득하기 어려운 것은 최대 속도로 가속하면서도 일정한 간격을 유지하는 것이었다. 종종 기사들은 여러 번의 공격으로 나눠져 첫 번째 공격이 가장 장비와 갑옷이 잘 갖추어진 상태였다. 주 무기로 사용된 창은 적을 관통했다. 기사의 창이 상체 아래에 숨겨져 전속력으로 돌진하는 상태에서 적 병사가 맞으면, 그는 그 엄청난 추진력에 힘입어 여러 동료를 넘어뜨리며 쓰러지고 대부분 사망했으며, 일부 경우에는 창이 그를 꿰뚫어 그 뒤의 병사를 죽이거나 상처를 입힐 수도 있었다. 무거운 창은 공격 후에 버려지고 전투는 검, 전투도끼, 전투 망치 또는 철퇴와 같은 보조 근접 무기로 계속되었다.
페르시아인들은 철갑기병을 가병 궁수와 혼합된 형태로 배치하여 후방에서 화살로 돌격을 지원했다. 몽골의 중장기 기병은 창에 갈고리를 부착하여 돌진할 때 적들을 무력화하는 효과를 높였다. 일반적으로 적에게 돌진하는 무거운 기병의 두줄식 형태를 사용했다. 그들은 경량 기병 세 줄로 지원되었는데, 그들은 무거운 갑옷을 관통하는 화살로 빠른 근거리 사격을 지원했다. 중국과 일본 기병은 종종 폴암을 사용했다. 두 국가 모두 주무기를 양손으로 다루는 아시아식 스타일을 채택했다. 이 돌격 공격 방식은 매우 효과적이었지만, 유리한 지형에 많이 의존했다.
중세 전투에서 많은 기사들은 말을 타지 않고 싸웠다. 유리한 조건에서만 말을 타고 공격이 이루어졌다. 적의 보병이 폴암으로 무장하고 조밀한 진형으로 싸우면 큰 손실 없이 돌진하기 어려웠다. 이에 대한 상대적으로 흔한 해결책은 스코틀랜드 기사들이 보병 스킬트론을 강화하기 위해 내리거나, 백년 전쟁에서 장궁수와 함께 보행하는 병사들이 내리는 영국 방식처럼, 기사들이 내려서 보병으로서 적을 공격하는 것이었다. 또 다른 가능성은 공격을 가장하되, 충돌 전에 되돌아가는 것이었다. 이렇게 하면 많은 보병이 형태를 떠나 추격에 나섰다. 그러면 중장기병은 이 새로운 상황에서 다시 돌아가 흩어진 보병을 공격했다. 이러한 전술은 헤이스팅 전투(1066년)에서 사용되었다.
기사들의 말로 치러지는 전투에서 싸움 능력을 더 향상시키기 위한 또 다른 개선책은 잘 무장한 보병 예비대를 사용하는 것이었다. 어느 정도 시간이 지나면 전투는 종종 여러 작은 그룹으로 나누어지고 각종 사이에 간격이 생겼다. 그 후 보강된 보병은 선택된 목표에 집중하여 적을 공격할 수 있었다. 보병은 또한 기사들이 전투에서 말에 타고 다시 출전하도록 도와주었고, 부상당한 자들에게도 도움을 주었다.

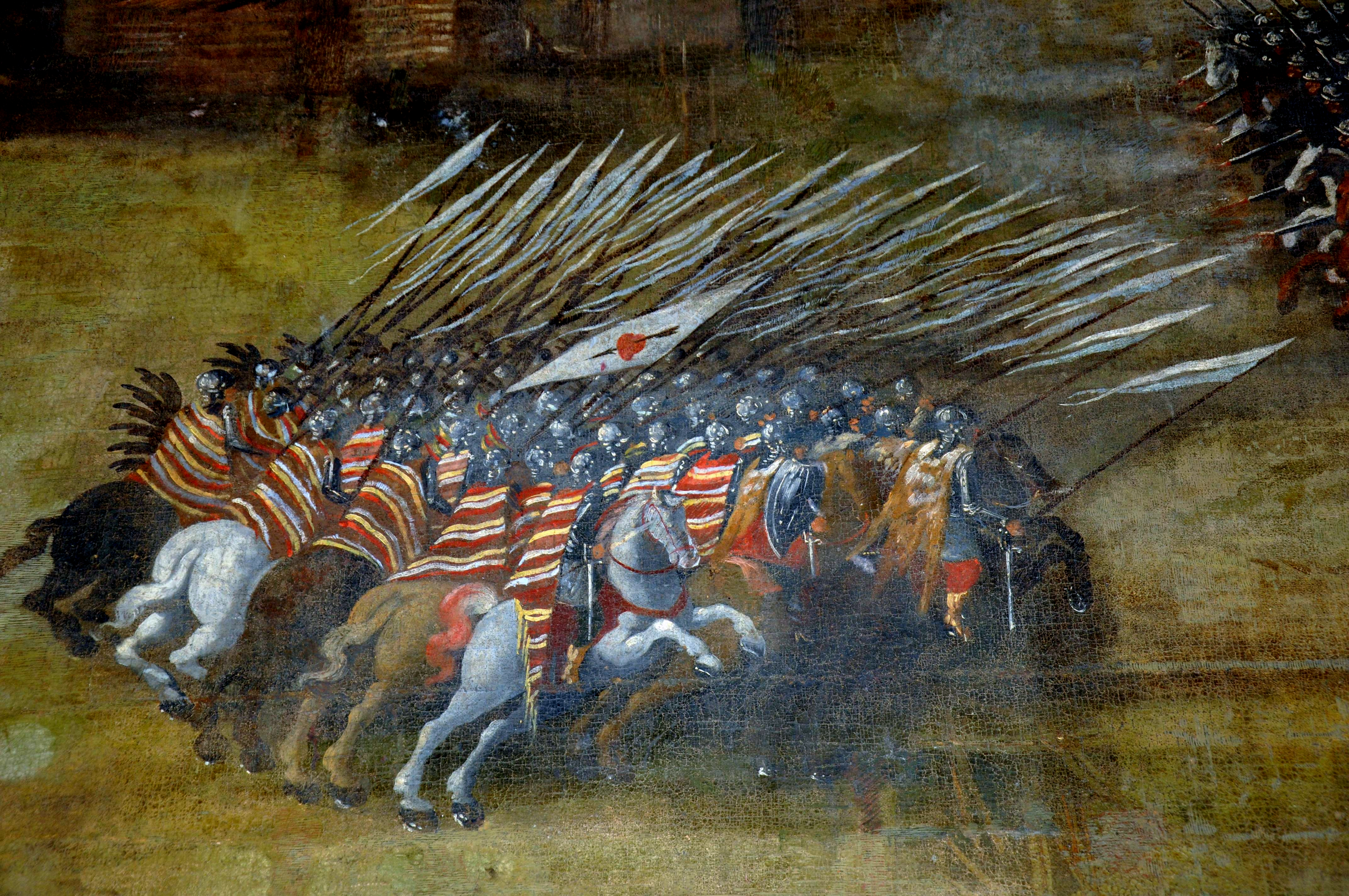
클루신 전투(1610) - 기창술

폴란드-리투아니아 후사르들의 주요 전투 전술은 돌진이다. 그들은 적에게 돌진하고, 그리고 통과했다. 돌진은 천천히 시작되었고 상대적으로 느슨한 형태로 진행되었다. 진형은 적에 접근하면서 서서히 속도를 내고 교차된 형태로 닫혀갔으며, 전투 직전에 가장 높은 속도와 가장 밀접한 형태에 도달했다. 그들은 적의 진형이 깨지기 전까지 돌진을 여러 번 반복했다(여분의 창이 담긴 보급용 수레를 가지고 있었다). 무거운 갑옷을 입은 후사르와 말로 하는 돌진 전술은 거의 2세기 동안 효과적이었다. 후사르들은 긴 창(후사르의 창은 보통 길이가 4.56.2m(1520ft) 정도), 콘체르(긴 찌르는 검), 장검(사브레), 한 또는 두 자루의 권총, 그리고 종종 바돈렛이라고 하는 칼빈이나 아크버스(종종 사용되는 소총)를 사용하여 싸웠다. 날개 달린 후사르들은 또한 나지악(기마병 도구로 쓰이는 몽둥이형 도구), 종류별로 다양한 전투망치와 전투도끼와 같은 무기를 소지했다. 가벼운 터키 스타일 안장은 말과 전사 양쪽에 더 많은 갑옷을 사용할 수 있게 했다. 게다가 말은 무거운 짐을 싣고 빠르게 회복할 수 있도록 기르레스케(Tatar 부족 출신의 동쪽 말)로 알려진 동쪽 말과 폴란드 옛 말을 교배하여 얻었다. 결과적으로 이들 말은 수백 킬로미터를 걸어도 100kg(220lb) 이상을 싣고도 순식간에 돌진할 수 있었다. 또한 후사르의 말은 매우 빠르고 기동성이 있었다. 이로써 후사르들은 서양의 무거운 키사이어부터 동양의 가벼운 타타르까지 모든 기갑 기병이나 보병과 싸울 수 있었다. 그들은 세계에서 가장 강력한 기병으로 평가되었다. 루비셰프 전투(1577년), 비치나 전투(1588년), 코켄하우젠 전투(1601년), 키르흘 전투(1605년), 클루신 전투(1610년), 호침 전투(1621년), 마르티노프 전투(1624년), 트르치아나 전투(1629년), 옥마토프 전투(1644년), 베레스테츠코 전투(1651년), 폴론카 전투(1660년), 추드누프 전투(1660년), 호침 전투(1673년), 르프 전투(1675년), 비엔나 전투(1683년), 파르칸 전투(1683년)에서 폴란드-리투아니아 후사르들은 종종 압도적인 상황에서도 결정적인 역할을 했다. 예를 들어 폴란드-모스크바 전쟁 중 클루신 전투에서 러시아와 스웨덴은 공화국 군대의 다섯 배였지만 패배했다.

## 중장기병:활과 투창
원거리 무기와 중갑 기병을 통합하려는 시도는 그리스와 페르시아에서 이루어졌다. 그들은 무거운 기병에 활과 마창을 갖춰 무장시켰다. 돌진하기 전에 적은 경기병과 중장기병(캐타프랙트)의 결합으로 반복되는 투창 공격에 약해졌다. 이 전술 시스템은 로마인에 의해 채택되었으며 "노티시아 디그니타툼"에 "에퀴테스 사지타리 클리바나리이" 부대의 존재로 확인되었으며, 이는 그들의 비잔틴 후계자들의 전술에 계승되었다.

## 고대 기병전술

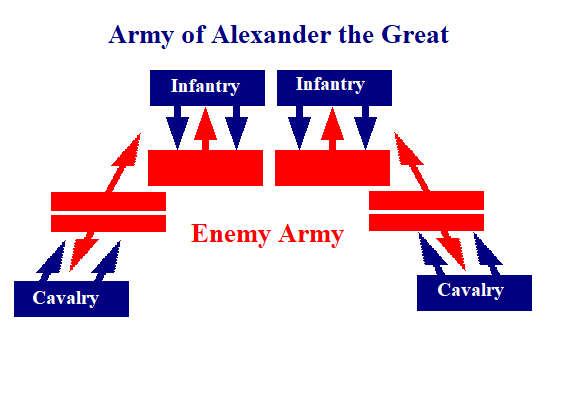
망치와 모루

고대의 대표적인 기병전술로는 고대 그리스 북부의 왕국 마케도니아의 망치와 모루 전술이 있다. 망치와 모루 전술은 간단히 설명하자면 보병대가 적을 저지하는 동안 기병대가 측·후방을 타격하는 전술로 모루 위에 철을 두고 망치로 때리는 행위와 비슷하다고 하여 붙은 이름이다. 보병대가 저지부대 역할을 하여 모루로서 적의 주공을 막고 기병대가 타격부대 역할을 하여 망치로서 적을 파괴하는 전술을 의미한다. 이 전술의 핵심을 기병의 충격력와 기동력에 있다. 고대 그리스의 전쟁은 중장보병 방진(팔랑크스)을 주축으로 하는 중장보병이 주를 이뤘다.  중장보병은 대형 정면에서 강력했으나 측면이나 후방은 매우 취약했다. 팔랑크스 대형의 중장보병들은 창과 방패로 무장했는데 방패로 본인을 온전히 보호할 수 없었고, 바로 옆의 전우가 자신을 일부 보호해주는 방식을 사용했다. 따라서, 가장 측면은 자신을 가려줄 옆 병사가 없으니 가장 취약해진다. 마케도니아는 이 밀집 방진 대형의 약점을 파악하고, 기병의 기동력과 충격력으로 적 방진의 측·후면을 노려 진형을 와해시켰다.
알렉산드로스 대왕이 처음으로 완성된 마케도니아식 망치와 모루 전술을 선보인 전투는 이소스 전투이다. 이 전투에서 알렉산드로스 대왕의 마케도니아군은 수적으로 열세임에도 페르시아를 격파하였다. 알렉산드로스의 마케도니아 군과 다리우스 3세의 페르시아 군은 이소스 평원에서 일렬로 마주보는 형태로 대치하게 되었다. 마케도니아 군의 보병부대가 페르시아 군을 정면에서 상대하면서 전투가 시작되었다. 전투가 시작되고 양 측이 격돌하기 시작하면 양익의 마케도니아 군의 기병대가 적 제대를 우회기동한다. 그리고 그림(망치와 모루)과 같이 적의 측후방을 공격했다. 기병대 특유의 기동력과 충격력으로 적의 배후를 잡아 적의 진형을 와해시키는 전술인 것이다.

## 고구려 기병전술:철갑기병

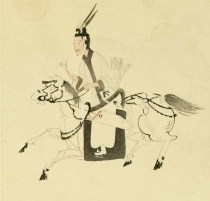
쌍영총 기마인물

우리나라는 고대 국가 시대에 기병 중심의 기마전이 전투형태의 주류였으며, 이때 '동이족'이라는 명칭에 걸맞게 각궁을 이용한 기사(騎射)가 중요한 부분을 차지하였다. 삼국(고구려, 백제, 신라) 모두 기병 양성에 주력하였지만, 무엇보다도 대륙 북방민족과의 끊임없는 항쟁을 통해 성장한 고구려에서 기마전이 널리 성행하였다. 삼국시대 기마병의 모습은 고구려 시대 고분벽화에서 분명하게 알 수 있다. 고구려인들이 남긴 고분벽화들 - 안악2&3호분, 덕흥리 고분벽화, 약수리 고분벽화, 쌍영총 및 무영총 벽화 - 에는 갑주를 착용하고 마상에서 무용을 뽐내는 고구려 기마병의 모습이 그려져 있다. 벽화를 상세히 살펴보면, 당시 고구려 기병의 무장 및 보호장구에 대해 알 수가 있고, 광개토대왕이 벌인 정복전쟁의 비밀병기가 바로 고구려 철갑기병임을 알 수 있다. 안악3호분과 덕흥리 고분의 벽화에 그려진 고구려 기마병의 모습을 보면, 삼각형 또는 사각형 모양의 철판을 작은 쇠못이나 가죽끈으로 연결하여 제작된 찰갑(札甲, 쇠비늘) 형태의 갑옷을 착용하고 있다. 찰갑과 짝을 이루어 상단부가 좁고 하단부가 넓은 길쭉한 철편을 여러개 이어서 몸통을 만들고 가운데 부분에 사발 모양의 철판을 올려놓아 완성한 이른바 '종장판주(縱長板胄)'라는 투구를 사용했다.

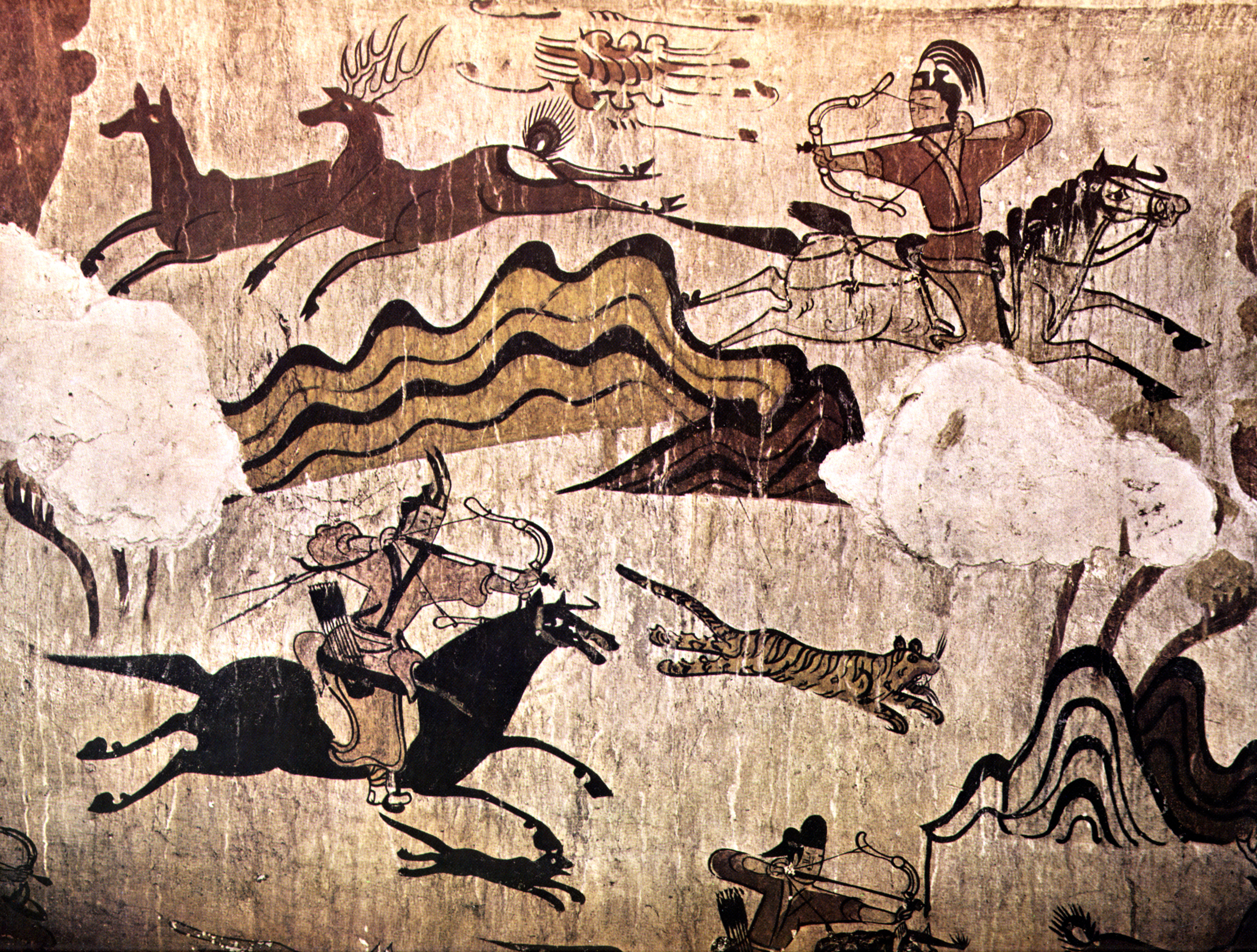
무용총 수렵도

삼국시대 기병들은 평소에 마상무예가 적극 권장되었다. 마상무예의 핵심은 말타기와 활쏘기가 결합된 형태인 기사술(騎射術)이었다. 동이족이라는 명칭에서 알 수 있듯이 삼국시대부터 우리나라는 각궁으로 유명하였다. 그러다보니 주무기인 활을 중시하게 되었고, 그 기능을 극대화할 수 있는 활쏘기 훈련이 강조되었다. 삼국시대 기병들이 그냥 승마하기도 어려운데 어떻게 말을 타고 달리면서 활을 쏘았는가 짐작할 수 있는 단서가 남아있다. 고구려 고분벽화인 무용총의 '수렵도'가 그 주인공이다. 수렵도를 보면 한 기마무사가 안장에 앉은 채 상체만 뒤로 틀어서 화살을 쏘는 모습을 하고 있다. 이러한 활쏘기 방식이 고구려의 벽화는 물론이고 백제나 신라의 유물에서도 발견되는 바, 이것이 삼국시대의 전형적인 활소기 기법으로 여겨진다.
기병의 또다른 무기는 창(槍)이었다. 고구려의 고분벽화를 보면 갑주로 온 몸을 감싼 기마무사가 긴 창을 들고 있는 모습을 볼 수가 있다. 이는 원거리에서는 주로 활을 주무기로 했겠지만, 실제로 접적단계에서는 창으로 승부를 낸 것으로 짐작된다. 따라서 평소에 말 위에서 창을 쓰는 기창술(騎槍術)이 강조되었음을 알 수 있다. 고구려 삼실총의 공성도 벽화에 그려진 서로 쫓고 쫓기는 두 기병의 기마전에서 기창술의 단면을 엿볼 수 있다. 한 손에 장창을 든 기마병이 휙 돌아가면서 자신을 추격하는 기사가 찌르는 창을 손으로 잡고서 대결을 벌이는 장면이 사실적으로 그려져 있다. 양손으로 창을 머리 높이까지 치켜든 자세로 말을 타고 달리면서 상대방을 찌르는 동작과 이를 한 손으로 잡아서 빼앗는 고난도 기창술이 과시되어있다.

## 등자

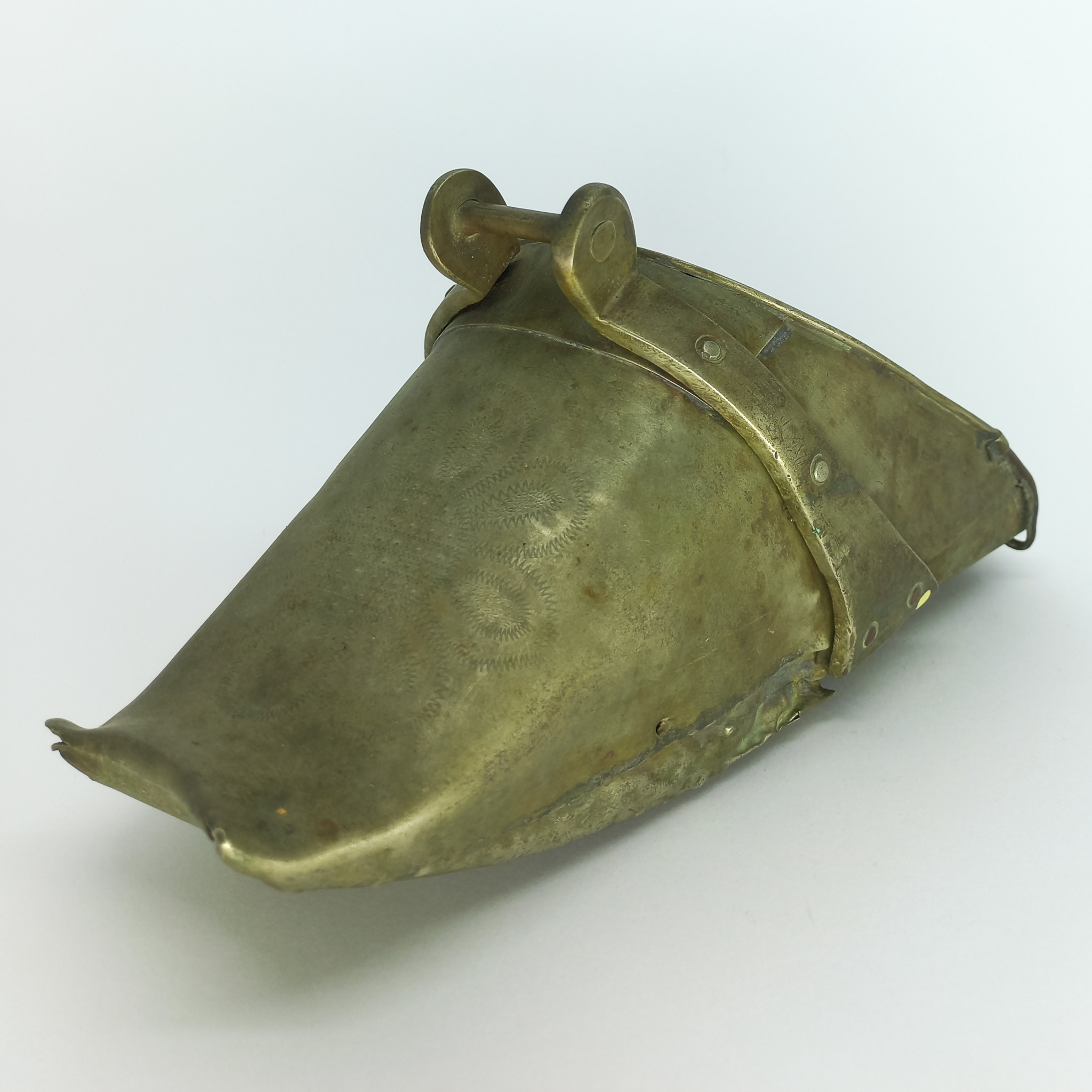
등자

제반 마구류 중에서 가장 중요한 것은 말 등에 타고 있는 기사가 앉정을 유지하는데 필수적이었던 안장과 등자(鐙子)를 꼽을 수 있다. 안장이 말 등에 탄 기사의 몸을 전후로 잡아주는데 비해 등자는 그를 좌우로 고정시켜 주었다. 그 덕분에 기사가 말과 한모이 되어 양 손을 사용하여 활을 쏘거나 창을 휘두르고 무엇보다도 기병대의 고유기능이랄 수 있는 돌격을 감행할 수가 있었다. 직접적인 살상무기가 아니면서 전쟁의 역사에 커다란 영향을 미친 도구로 등자를 꼽을 수 있다. 초기에 등자는 몸체는 나무로 만들고 발바닥이 닫는 표면에는 철판을 덧대어서 미끄럼과 마모를 방지하였다. 그래서 서양역사에서는 등자의 사용을 중세 천년에 걸친 기사시대를 연 원동력으로 보고 이를 무기발달사 상에 혁명적 사건으로 평가하고 있다.

## 참고문헌
- 이내주. 화약무기 발전과 영국군 기병, 1870-1918. 2011.
- 이내주. 전통 기병의 무기와 그 무예, THE ARMY, p.133-138, 2009.
- 최형국. 조선군 기병 전술 변화와 동아시아, 민속원, 2015.

## 같이 보기
- 망치와 모루
- 알렉산드로스 대왕
- 헤이스팅스 전투